# 西方寺 (長野市)
西方寺（さいほうじ）は、長野県長野市にある浄土宗の寺院。山号は安養山、院号は極楽院。本尊は四尺の阿弥陀如来、脇侍は跪坐の観音・勢至。善光寺七池のひとつ、無方池がある。

## 歴史
寺伝では、正治元年（1199年）に法然が善光寺を参詣した際、大同2年（807年）に空海が創建した宝乗寺を、法然の孫弟子にあたる記主禅師（良忠）が浄土宗に転宗させて開創したとされる。また記主禅師の孫弟子にあたる良慶明心は善光寺南大門に談義所を設け、仏弟子を育成した。
往時は権堂の往生院にあったが、低湿地だったので永正元年（1504年）に誠譽上人を中興として現在地に遷移した。元和元年（1615年）に善光寺が焼失した際、その本尊を当寺に移し、また現本堂建立の時にも本尊をこの寺に安置した。
中野騒動後の明治4年（1871年）に長野県が成立すると、同6年（1873年）まで県庁の仮庁舎が当寺に置かれた。本堂に赤い絨毯を敷き、靴のまま執務した。また明治24年（1891年）に再建された庫裡は昭和23年（1948年）から同25年（1950年）まで長野労働基準局として使用された。
観無量寿経立体マンダラ堂および阿弥陀佛説法像が建立され、2010年6月21日には来日したダライ・ラマ14世による仏像開眼法要と胎内仏奉納が行われた。

## 伽藍
現本堂は天明7年（1787年）の建立で、弘化4年（1871年）の善光寺地震でも焼失を免れ、大建築としては善光寺を除く長野町最古の建築である。11間14面の大伽藍で、本尊の阿弥陀如来と脇侍の観音・勢至両菩薩の他に、釈迦涅槃像、地蔵菩薩像、善導大師像、法然上人像などが安置され、善光寺大本願と当寺の歴代上人の位牌がある。
墓地には冢田旭嶺（冢田大峯・慈延兄弟の父）などの墓があり、善光寺七名所の無方池は門の南側にある。
参道右側に祐天の念仏碑、左側に徳本の念仏碑がある。